# NGC 268
NGC 268 је спирална галаксија у сазвежђу Кит која се налази на NGC листи објеката дубоког неба.
Деклинација објекта је - 5° 11' 38" а ректасцензија 0h 50m 9,4s. Привидна величина (магнитуда) објекта NGC 268 износи 13,1 а фотографска магнитуда 13,9. NGC 268 је још познат и под ознакама MCG -1-3-17, IRAS 00476-0527, PGC 2927.